# Асавбашево
Асавба́шево (рос. Асавбашево, башк. Аҫаубаш) — присілок у складі Аургазинського району Башкортостану, Росія. Входить до складу Семенкинської сільської ради.
Населення — 414 осіб (2010; 411 в 2002).
Національний склад:
- чуваші — 93%